# Monségur (Żyronda)
Monségur – miejscowość i gmina we Francji, w regionie Nowa Akwitania, w departamencie Żyronda.
Według danych na rok 1990 gminę zamieszkiwało 1537 osób, a gęstość zaludnienia wynosiła 155 osób/km² (wśród 2290 gmin Akwitanii Monségur plasuje się na 276. miejscu pod względem liczby ludności, natomiast pod względem powierzchni na miejscu 1066.).